# Intel Pentium II

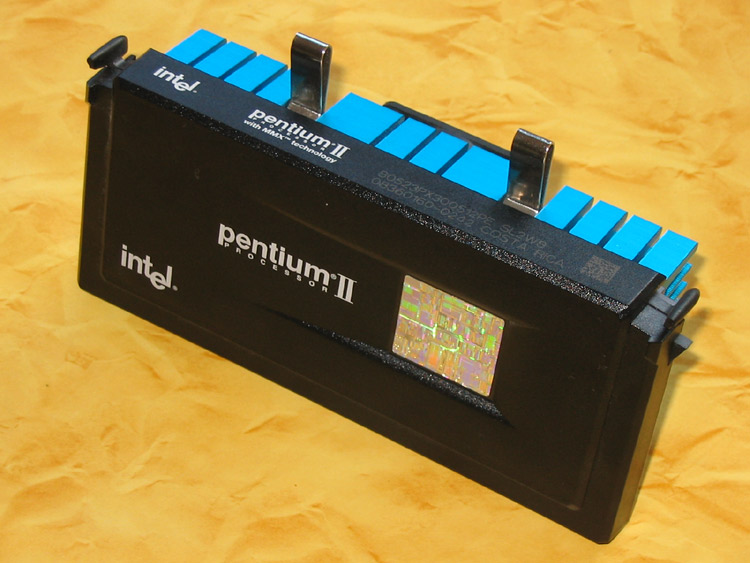
Pentium-II-Prozessor (schwarz) mit angeclipstem Kühlkörper (hellblau). Dessen Kühlrippen verlaufen horizontal, weil er eingebaut im Luftstrom des Netzteillüfters liegt.

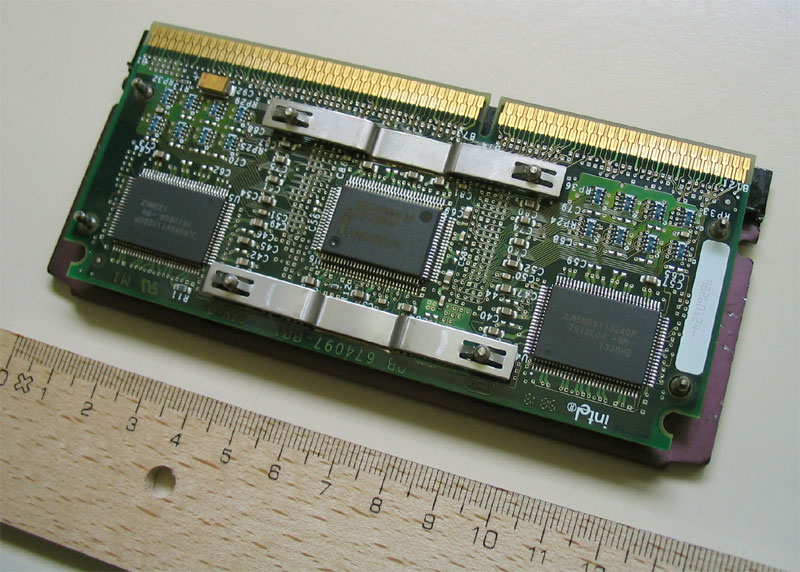
Rückseite eines geöffneten Klamath-Prozessormoduls. In der Mitte der Cache-Controller, links und rechts Cache-Bausteine

Der Pentium II ist ein x86-kompatibler Hauptprozessor (CPU) des Herstellers Intel aus der P6-Prozessorfamilie.

## Geschichte

### Klamath
Der Pentium-II-Kern basierte auf dem Pentium Pro, konnte 16-Bit-Code jedoch wesentlich schneller ausführen als Letzterer. Außerdem beherrschte er den beim Pentium MMX eingeführten MMX-Befehlssatz. Im Gegensatz zu seinem Vorgänger, dem Pentium Pro sind beim Pentium II die Caches nicht auf dem Prozessor-Die integriert, sondern als externe Cachebausteine zusammen mit dem Prozessorkern auf einer Platine verlötet, die in einem recht voluminösen, schwarzen Plastikgehäuse (SECC) mit einem großen Hologrammaufkleber und einem aufgedruckten weißen „Pentium-II“-Schriftzug untergebracht war, das den Pentium II von allen bisherigen Prozessorgenerationen schon rein optisch absetzte. In leicht veränderter Form (SECC2) fand es sowohl bei der ersten (Katmai) als auch teilweise bei der zweiten (Coppermine) Pentium-III-Generation Verwendung. Zur Verwaltung des L2-Cache wird ein zusätzlicher Chip, der Cache-Controller, benötigt, der sich ebenfalls auf der Platine zusammen mit dem Prozessor und den Cachebausteinen befand. Statt eines Sockels für den Prozessor gab es durch die Bauform bedingt einen Steckplatz auf der Hauptplatine. Dieser wurde von Intel als Slot 1 bezeichnet. In ihn wurde der Prozessor hochkant eingesteckt und mit seitlichen Riegeln arretiert. Verglichen mit dem Pentium Pro waren externe Cache-Bausteine zwar ein Rückschritt, aber man löste so das Problem der niedrigen Chip-Ausbeute beim Pentium Pro. Auf diese Weise war es Intel möglich, den Pentium II trotz der mit dem Gehäuse verbundenen Kosten zu für den Massenmarkt annehmbaren Preisen herzustellen. Fortschritte in der Halbleiterproduktion machten diese aus Kostengründen gewählte Lösung aber bald überflüssig, so dass ab der zweiten Revision des Pentium III (Coppermine) der L2-Cache wieder auf dem Prozessor-Die Platz fand und anstatt eines Slots mit Steckkarte wieder auf eine herkömmliche FC-PGA-Bauweise mit Sockel umgestellt wurde.
Die im Mai 1997 vorgestellten ersten Pentium II „Klamath“ liefen mit Taktraten von 233, 266 sowie 300 MHz und erzeugten (für die damalige Zeit) eine große Menge Abwärme. Ursache war der 0,35-µm-Herstellungsprozess, der eine Kernspannung von 2,8 Volt erforderlich machte. Mit ihrem FSB von 66 MHz blieben sie hinter dem tatsächlichen Potenzial des CPU-Designs zurück. Gegenüber dem Nachfolger waren beim Klamath die Multiplikatoren nicht fest verdrahtet (gelockt): Bei den meisten Prozessoren ließen sich kleinere Multiplikatoren nutzen, so dass ein Pentium II 300 mit 3 × 100 MHz (statt 4,5 × 66 MHz) laufen konnte, ohne ihn im Ergebnis zu übertakten. Bei einigen Modellen ließ sich der Multiplikator auch erfolgreich nach oben hin ändern.

### Deschutes
Im Januar 1998 hatte der Pentium II „Deschutes“ mit 333 MHz seine Premiere. Er wurde in einem 0,25-µm-Prozess hergestellt und brauchte nur noch 2,0 Volt Kernspannung, was zu einer wesentlich geringeren Wärmeabgabe führte. Die Unterstützung für einen FSB von 100 MHz ab dem Modell mit 350 MHz brachte ansehnliche Leistungsgewinne. Erstmals war es möglich, mit dem L2-Cache mehr als 512 MiB RAM anzusteuern (bis zu 4 GiB). Im Laufe des Jahres wurden Pentium-II-Prozessoren mit 350, 400 und 450 MHz veröffentlicht. Um Übertaktung schwieriger zu machen, war bei fast all diesen Prozessoren der Multiplikator intern fest verdrahtet.
Eine Besonderheit war der Deschutes-Prozessor der Baureihe SL2W8 (siehe Bild oben), der mit nur 66 MHz FSB und 300 MHz Kerntakt lief. Diese Prozessoren entwickelten sich in der Übertakter-Szene schnell zu einem Geheimtipp, da viele von ihnen mit den gleichen Cache-Bausteinen ausgerüstet waren, die auch beim 450-MHz-Deschutes verwendet wurden. Da jeder Deschutes-Kern mit 100 MHz FSB betrieben werden konnte, war es in vielen Fällen möglich, den SL2W8 bis über 450 MHz zu übertakten.
Zusätzlich zum Pentium II wurde erstmals eine leistungsreduzierte Variante des Prozessors für das Niedrigpreis-Segment angeboten, der Intel Celeron. Hauptunterschied zu einem vollwertigen Pentium II waren Änderungen am L2-Cache (erst gar keiner und dann 128 KiB) und der generell auf 66 MHz beschränkte FSB-Takt. Die damit verbundenen Leistungseinbußen waren teils erheblich, was dem Namen anfangs einen schlechten Ruf gab.
Zusammen mit dem Pentium II führte Intel passende Chipsätze wie 440LX oder 440BX ein, die den AGP-Bus als schnelle, dedizierte Verbindung zur Grafikkarte unterstützten.
Ab dem Deschutes-Kern wurden die MMX-Befehle FXSAVE und FXRSTOR eingeführt.

## Desktop-Modelle

### Klamath (A80522)

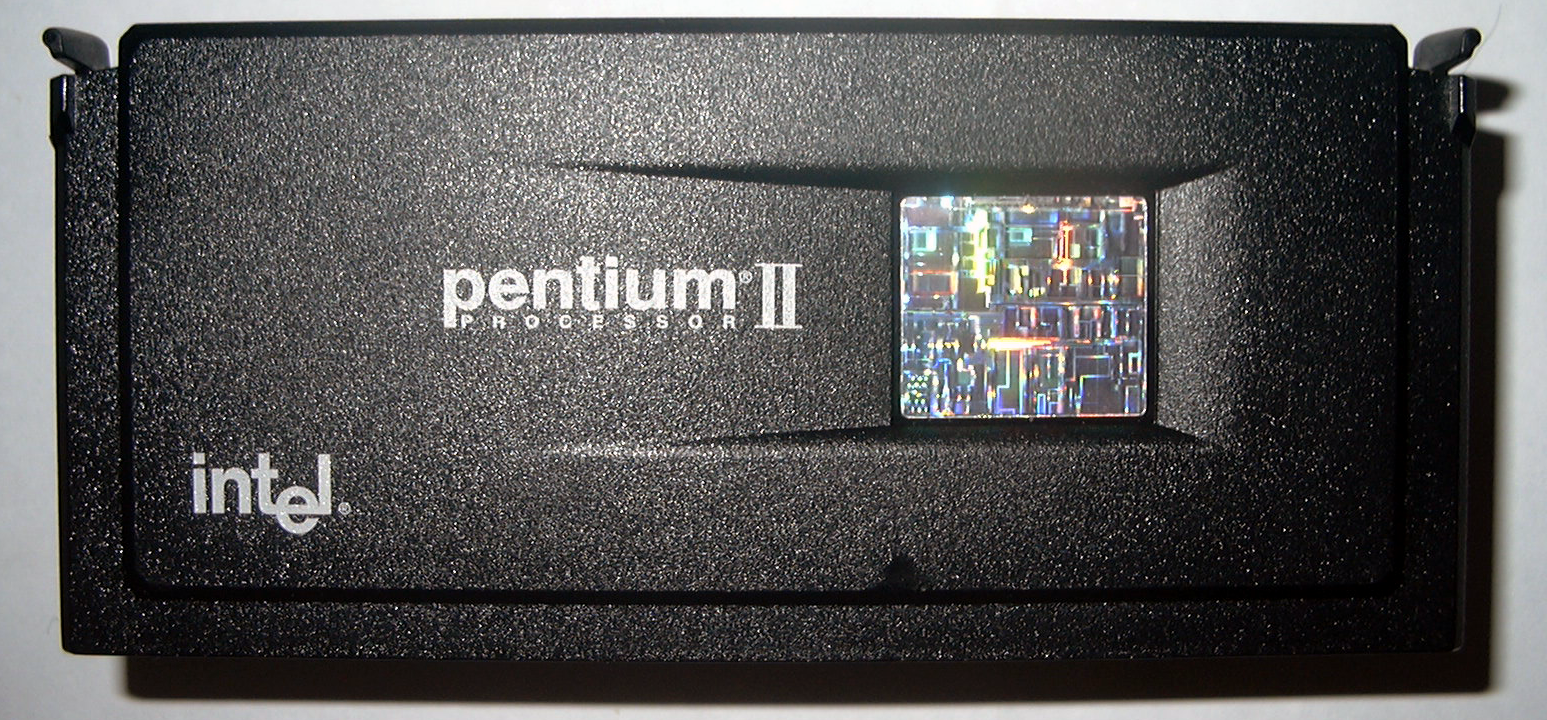
Pentium II mit 266 MHz (Klamath)

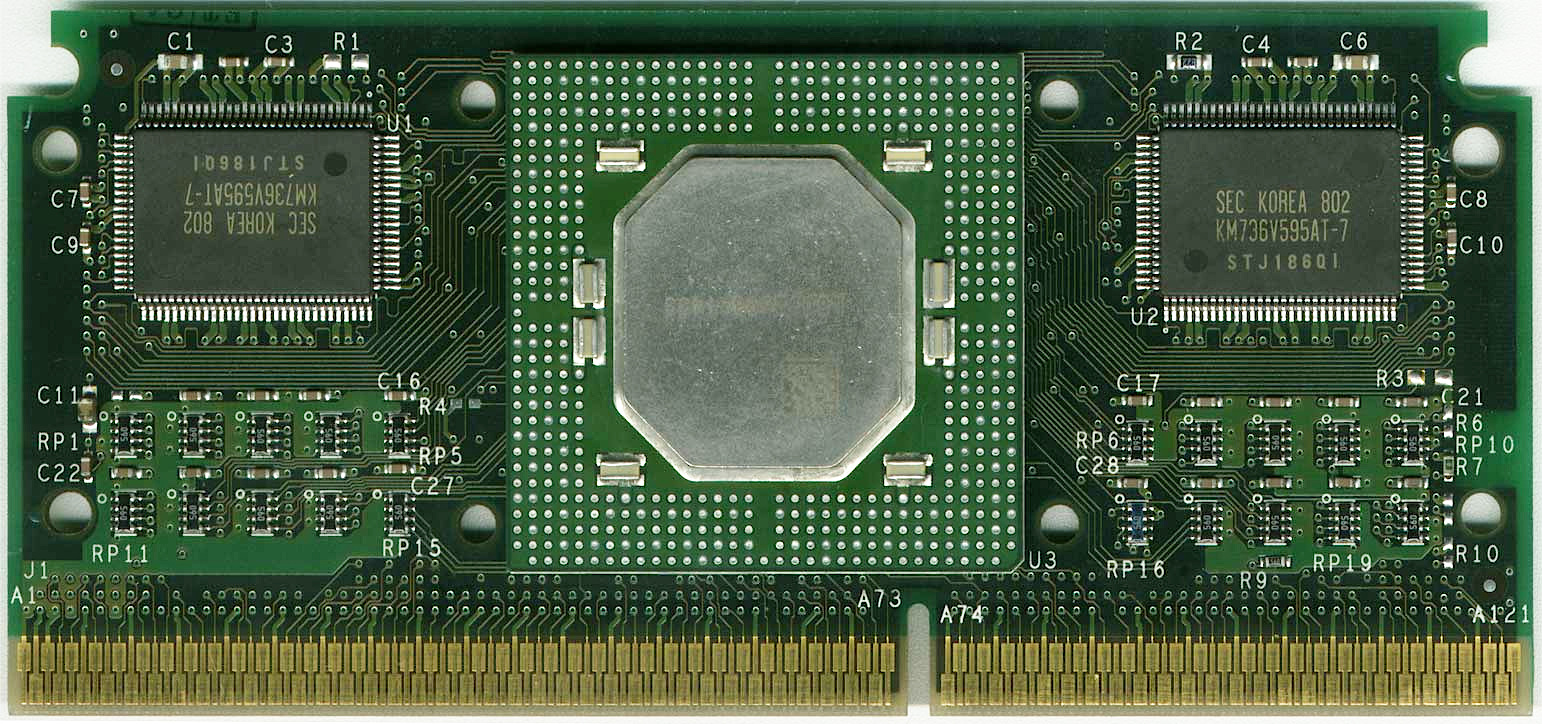
Pentium II (Klamath) ohne Gehäuse

- L1-Cache: 16 + 16 KiB (Daten + Instruktionen)
- L2-Cache: 512 KiB, vier externe Cachebausteine auf CPU-Modul mit halbem Prozessortakt
- MMX
- Slot 1, GTL+ mit 66 MHz Front Side Bus
- Betriebsspannung (VCore): 2,8 V
- Erscheinungsdatum: 7. Mai 1997
- Fertigungstechnik: 0,35 µm
- Die-Größe: 203 mm² bei 7,5 Millionen Transistoren
- Taktfrequenzen: 233, 266 und 300 MHz
- TDP (max. W):
  - 233 MHz: 34,8
  - 266 MHz: 38,2
  - 300 MHz: 43

### Deschutes (A80523)

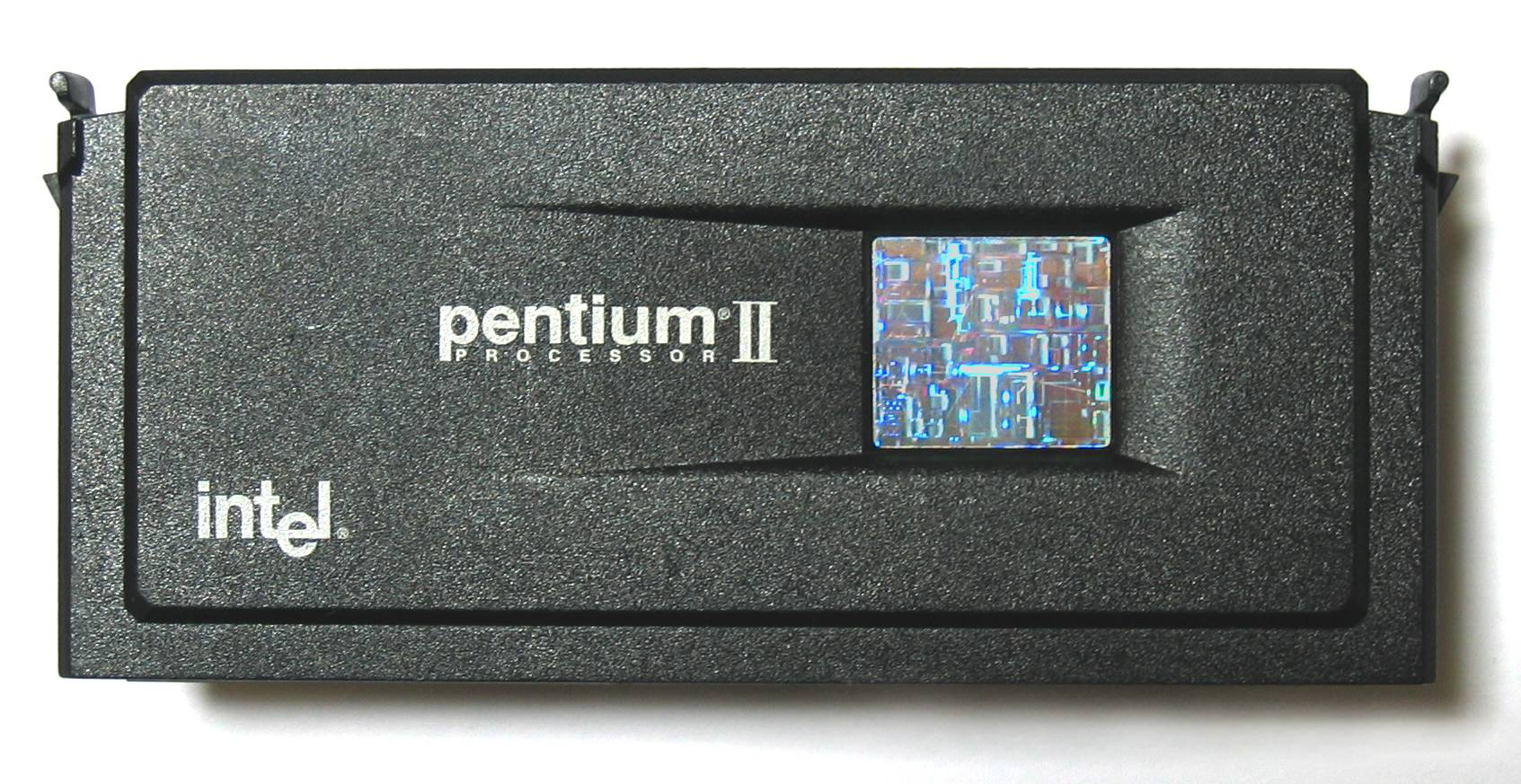
Pentium II mit 350 MHz (Deschutes)

- L1-Cache: 16 + 16 KiB (Daten + Instruktionen)
- L2-Cache: 512 KiB, zwei externe Cachebausteine auf CPU-Modul mit halbem Prozessortakt
- MMX
- Slot 1, GTL+ mit 66 und 100 MHz Front Side Bus
- Betriebsspannung (VCore): 2,0 V
- Erscheinungsdatum: 26. Januar 1998
- Fertigungstechnik: 0,25 µm
- Die-Größe: 131 mm² (später 118 mm²) bei 7,5 Millionen Transistoren
- Taktfrequenzen: 266 bis 450 MHz
  - 66 MHz FSB: 266, 300, 333 MHz
    - TDP (max. W):
      - 266 MHz: 16,8
      - 300 MHz: 18,6
      - 333 MHz: 20,6

  - 100 MHz FSB: 350, 400, 450 MHz
    - TDP (max. W):
      - 350 MHz: 21,5
      - 400 MHz: 24,3
      - 450 MHz: 27,1

## Mobile-Modelle

### Tonga (80523)

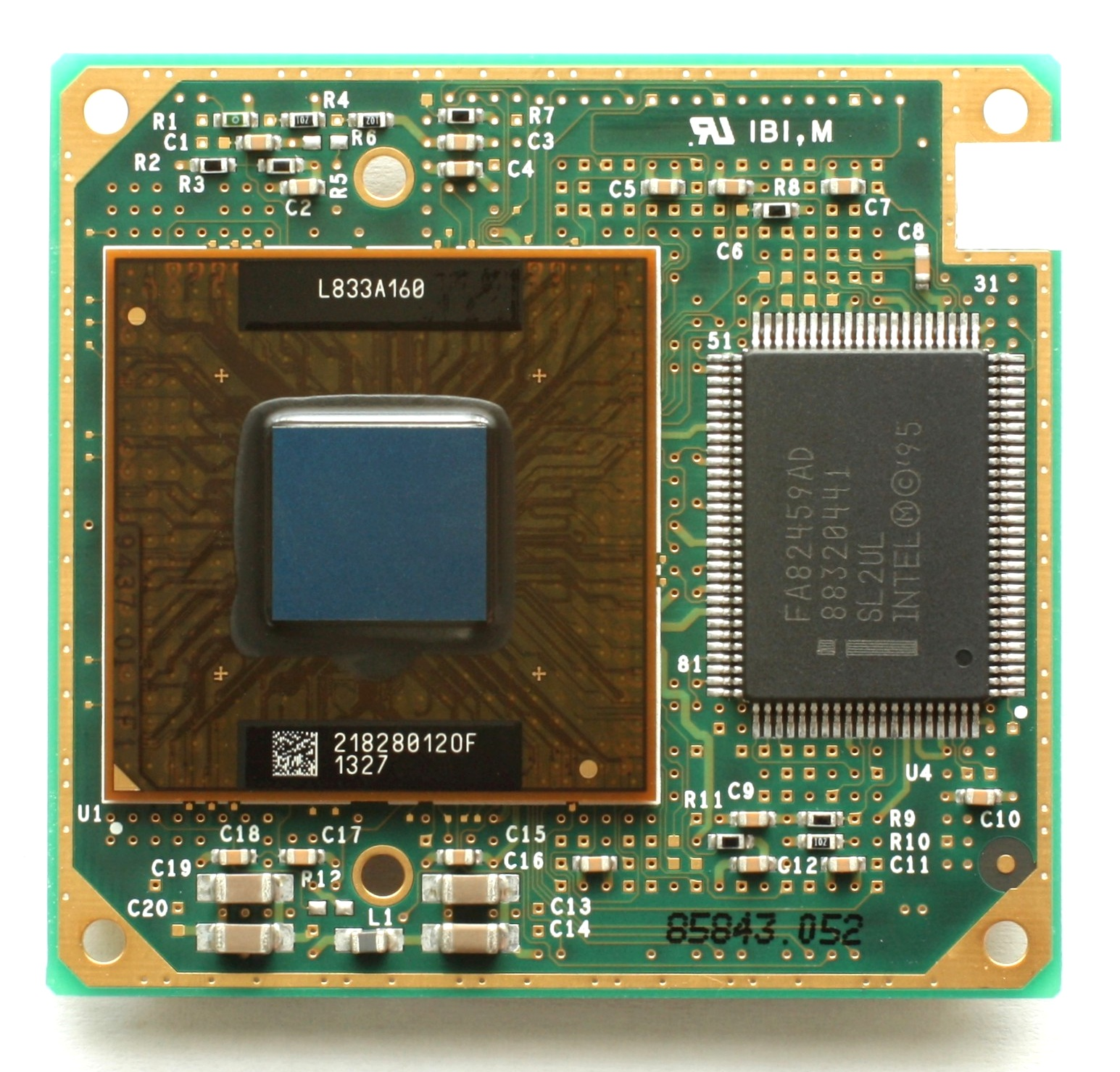
Mobile Pentium II (Tonga)

- L1 cache: 16 + 16 KiB (Daten + Instruktionen)
- L2 cache: 512 KiB, externe L2-Chips laufen mit halber Taktfrequenz
- MMX
- Gehäuse: MMC-1, MMC-2, Mini-Cartridge
- Front Side Bus: 66 MHz, GTL+
- Betriebsspannung (Vcore): 1,6 V
- Fertigungstechnik: 0,25 µm CMOS
- Erscheinungsdatum: 7. Juni 1997
- Taktfrequenzen: 233, 266 und 300 MHz
- TDP (max. W):
  - 300 MHz: 11,6
  - 266 MHz: 10,3
  - 233 MHz: 9,0

### Dixon (80524)

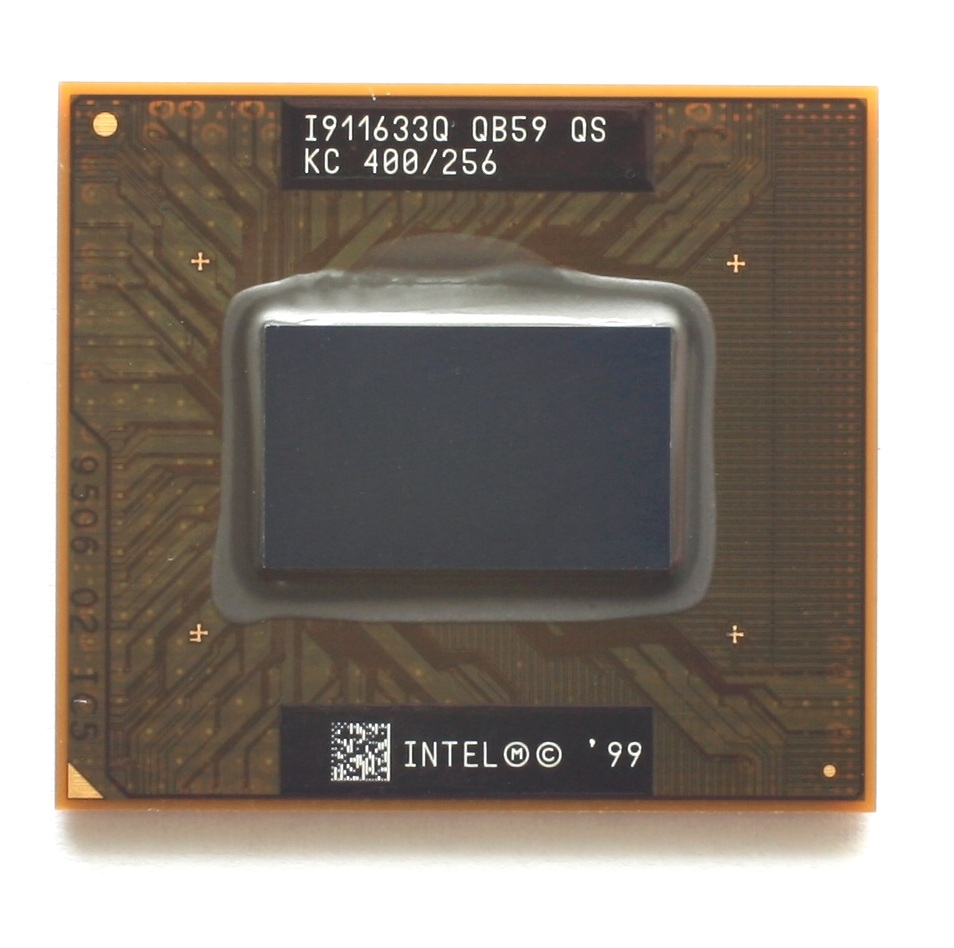
Intel Mobile Pentium II (Dixon) mit 400 MHz

- L1 cache: 16 + 16 KiB (Daten + Instruktionen)
- L2 cache: 256 KiB, on-die, full speed.
- MMX
- Package: BGA, MMC-1, MMC-2, μPGA
- Front Side Bus: 66 MHz, GTL+
- Betriebsspannung (Vcore): 1,5 V, 1,55 V, 1,6 V, 2,0 V
- Fertigungstechnik: 0,25 µm CMOS
- Erscheinungsdatum: 25. Januar 1999
- Taktfrequenzen: 266, 300, 333, 366 und 400 MHz